# Roger Sisson
 (janvier 2023).
Roger Lee Sisson (24 juin 1926 et 22 janvier 1992) est un pionnier du traitement des données. Roger Sisson travaille sur le Projet Whirlwind alors qu'il était étudiant diplômé au MIT, a cofondé la première société de conseil consacrée au traitement électronique des données,  et publie un certain nombre des premiers livres et périodiques sur les ordinateurs et le traitement des données.

## Biographie
Roger Sisson obtient son M.S. en génie électrique au MIT en janvier 1950. Il travaille dans le laboratoire de Jay Wright Forrester sur le projet Whirlwind. Sa thèse, rédigée avec Alfred Susskind, portait sur la conversion numérique-analogique pour l'affichage à tube cathodique. 
Roger Sisson, avec Richard Canning, a créé l'une des premières sociétés de conseil consacrées exclusivement au traitement électronique des données, Canning, Roger Sisson, and Associates. Canning et Roger Sisson ont également publié l'un des premiers périodiques informatiques, Data Processing Digest, à partir de 1955. Sisson a ensuite écrit un certain nombre de livres remarquables sur le sujet de l'informatique, notamment " The Management of Data Processing " et " A Manager's Guide to Data Processing ". Il écrit un article précoce et influent dans le domaine de la Recherche opérationnelle, "Methods of Sequencing in Job Shops", dans la revue Operations Research en 1959. 
Roger Sisson est décédé le 22 janvier 1992 à New York, d'un arrêt cardiaque soudain. Il avait 65 ans au moment de son décès.